# Madalena de Saboia
Madalena de Saboia-Tende (em francês:  Madeleine; 1510 – 1586) foi uma nobre e cortesã francesa. Ela foi duquesa de Montmorency como esposa do duque Ana de Montmorency, Marechal e Condestável da França. Também foi dama de companhia das rainhas Catarina de Médici, Maria da Escócia e Isabel da Áustria.

## Família
Madalena foi a primeira filha e segunda criança nascida de Renato de Saboia, governador de Nice e Provença, e de Ana Láscaris, condessa de Tende e Ventimiglia.
Os seus avós paternos eram Filipe II, Duque de Saboia e sua amante, Liberia Porteneria. Os seus avós maternos eram João Antônio II de Lascaris, Conde de Tende e Ventimiglia e Senhor de Menton, e Isabel d'Anglure.
Ela teve um irmão mais velho, Cláudio, grande senescal da Provença, que foi casado duas vezes, e três irmãos mais novos: Honorato II de Saboia, almirante da França, marido de Joana de Foix, viscondessa de Castillon, Isabel, esposa de Renato de Batarnay, barão de Bouchage, e Margarida, esposa de Antônio de Luxemburgo, conde de Brienne.

## Biografia
Sob a influência da tia paterna, Luísa de Saboia, Duquesa de Nemours, Madalena se casou com Ana de Montmorency, em Saint-Germain-en-Laye. no dia 10 de janeiro de 1527, quando ela tinha por volta de 17 anos, e ele já tinha quase 34. Ana era filho de Guilherme de Montmorency e de Ana Pot. O casal teve doze filhos, cinco meninos e sete meninas. Com a união, Madalena recebeu os títulos de baronesa de Fère e Momberon do rei Francisco I.

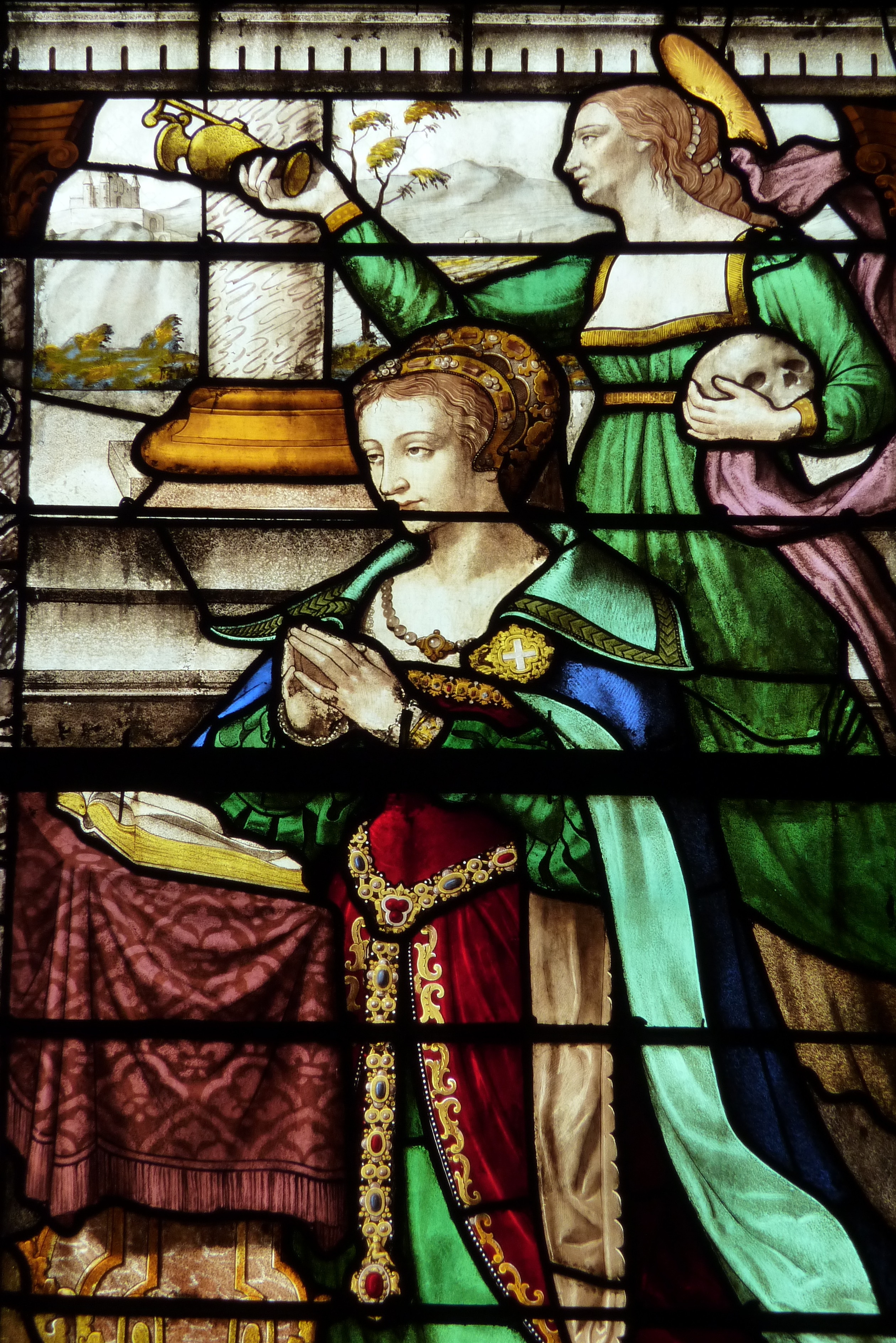
Detalhe de vitral do século XIX da Igreja de Colegiada de Saint-Martin em Montmorency, que representa Madelena (ajoelhada) e Maria Madalena.

Este grande casamento garantiu o poder à Casa de Saboia-Tende, por um lado, e por outro lado, ampliou de forma útil a riqueza e a rede do “império Montmorency”. Ana era uma figura política importante da França, um grande amigo do rei Francisco I, que ocupava os cargos de governador do Languedoc, condestável e marechal da França, duque com mais de 600 feudos, além de general e negociador dos Tratados de Cateau-Cambrésis. A fortuna dele incluía o Castelo de Chantilly e o Castelo d'Écouen.
Madalena, católica rígida e austera, era conhecida pelo seu ódio aos huguenotes. Embora ela não tenha desempenhado um papel político essencial, ela continuou sendo o eixo da maioria das operações familiares de seus irmãos.
A morte do rei Henrique II de França, em 1559, levou a um claro declínio do poder da família Montmorency diante da ascensão ao poder da família Guise, e aos crescentes conflitos entre católicos e pessoas reformadas. Ainda em 1559, ela deixou de servir a agora rainha viúva Catarina de Médici, para servir a nova rainha, Maria da Escócia, esposa de Francisco II e filha de Maria de Guise. No ano seguinte, após a morte precoce do rei, ela voltou a servir Catarina. Em 1560, ela agiu como conciliadora quando o seu marido foi destituído do cargo de grão-mestre (grand maître), em favor dos Guises.
Após a morte do marido em 12 de novembro de 1567, a duquesa viúva se tornou a Primeira dama de honra da rainha Isabel da Áustria, esposa de Carlos IX de França, posição que ocupou de 1570 a 1574.
Madalena faleceu em 1586, com cerca 76 de anos de idade, e foi enterrada na Igreja Colegiada de Saint-Martin de Montmorency, na comuna de Montmorency, ao lado do marido. As esculturas reclinadas que formam parte dos túmulos foram feitas entre 1582 e 1589 por Barthélemy Prieur. Durante a Revolução Francesa, o arqueólogo Alexandre Lenoir mandou desmontar as esculturas do mausoléu para transferi-las para o Museu dos Monumentos Franceses, em Paris. Hoje as jacentes encontram-se no Museu do Louvre.

## Descendência
- Leonor (1526 – 1556), foi casada com Francisco III de La Tour de Auvérnia, visconde de Turenne com quem teve dois filhos, Henrique de La Tour de Auvérnia, Duque de Bulhão e Madalena, esposa de Honorato de Saboia, conde de Tende;
- Joana (1528 – 3 de outubro de 1596), foi esposa de Luís III de La Trémoille, duque de Thouars, com quem teve três filhos;
- Francisco de Montmorency (17 de julho de 1530 – 6 de maio 1579), sucessor do pai e Marechal da França. Foi o segundo marido de Diana de França, filha ilegítima do rei Henrique II de França, mas não teve filhos;
- Catarina (1532 – 1624), casada com Gilberto III de Lévis, duque de Ventadour, com quem teve filhos. Foi trisavó de Ana Genoveva de Lévis;
- Maria, esposa de Henrique de Foix, conde de Candale, com quem teve duas filhas, Margarida e Francisca;
- Henrique I de Montmorency (15 de junho de 1534 – 2 de abril de 1614), sucessor do irmão. Foi casado primeiro com Antonieta de La Marck, com quem teve duas filhas. Com sua segunda esposa, Luísa de Budos, teve mais dois filhos. Por último, foi casado com Laurência de Clermont;
- Carlos (1537 – 1612), duque de Damville e almirante da França. Foi marido de Renata de Cossé. Sem descendência;
- Gabriel (1541 – 1562), barão de Montbéron;
- Guilherme (1546 – 1594), senhor de Thorey. Foi primeiro casado com Leonor d'Humières, mas não teve filhos; pelo segundo casamento com Ana de Lailang teve duas filhas;
- Ana (m. 1588), abadessa da Abadia das Damas, em Caen;
- Luísa, abadessa de Varennes-Jarcy;
- Madalena (m. 1598), abadessa em Caen em homenagem à sua irmã, Ana.

## Galeria

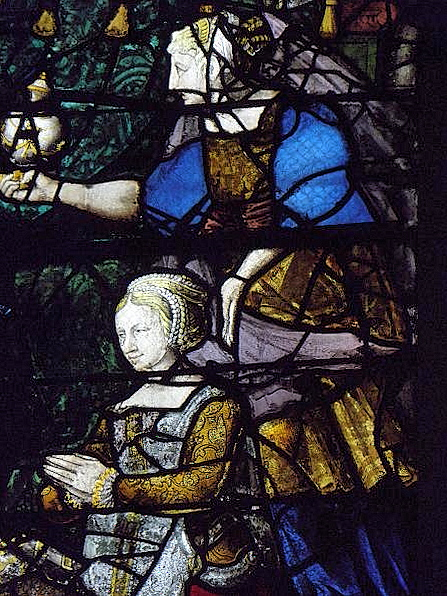
Detalhe de um vitral representando a duquesa na Igreja de Saint-Acceul de Écouen.
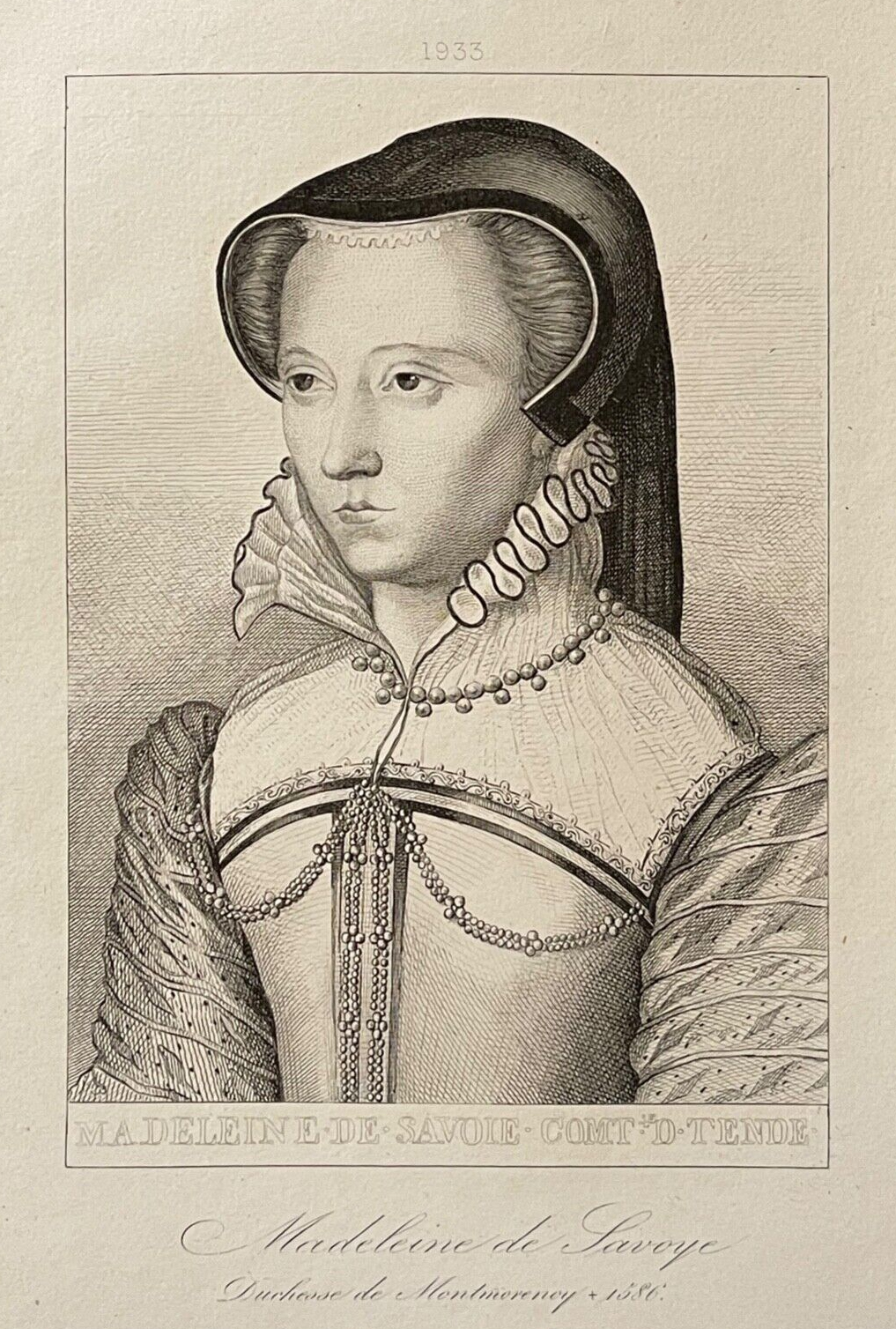
Gravura do século XIX de autoria desconhecida.
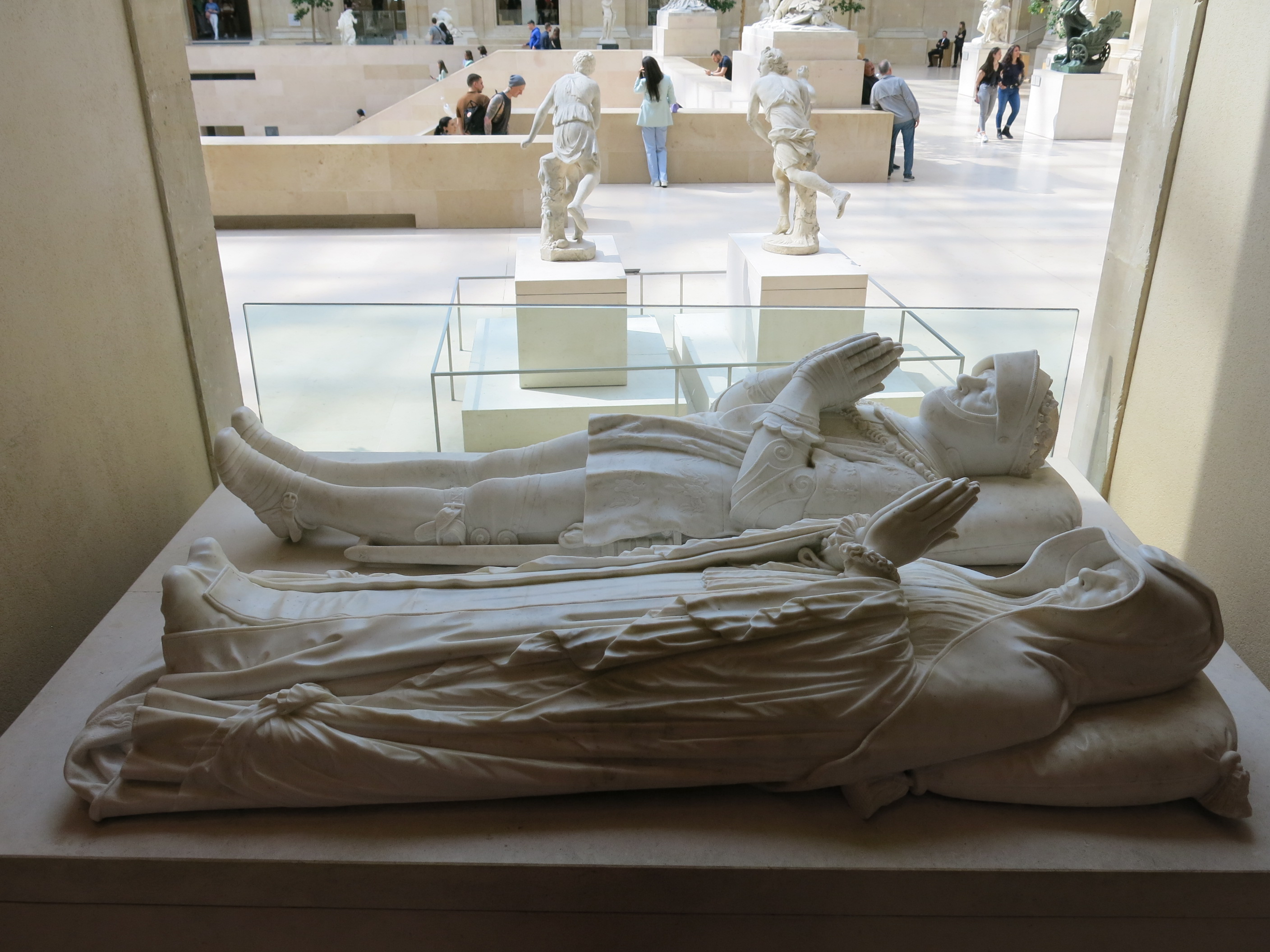
Estátuas de Anne e Madalena retiradas da tumba em Montmorency, em exibição no Museu do Louvre, em Paris.
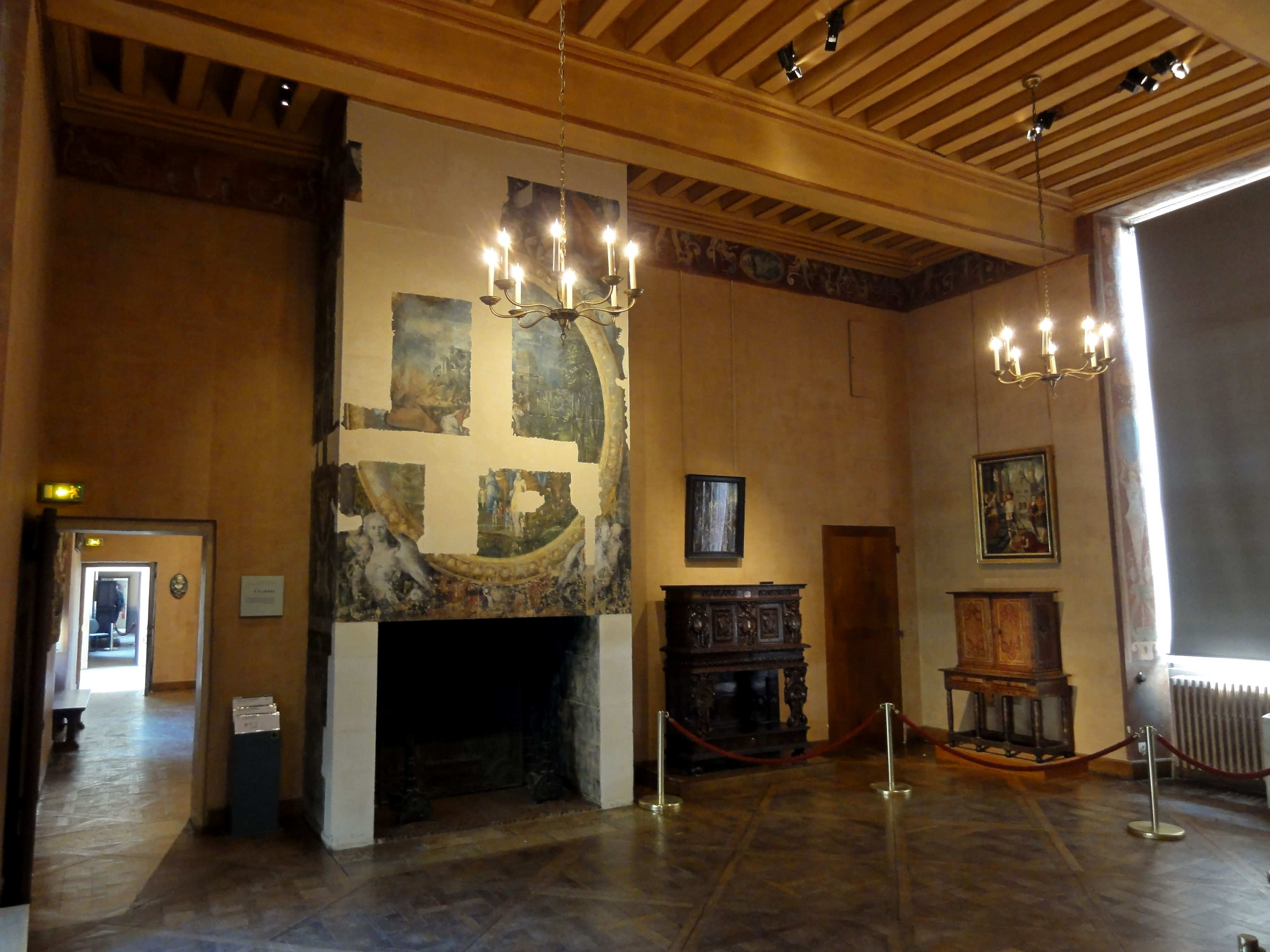
Quarto da duquesa Madalena montado no Museu Nacional da Renascença no Castelo d'Écouen, que ela construiu com o marido.
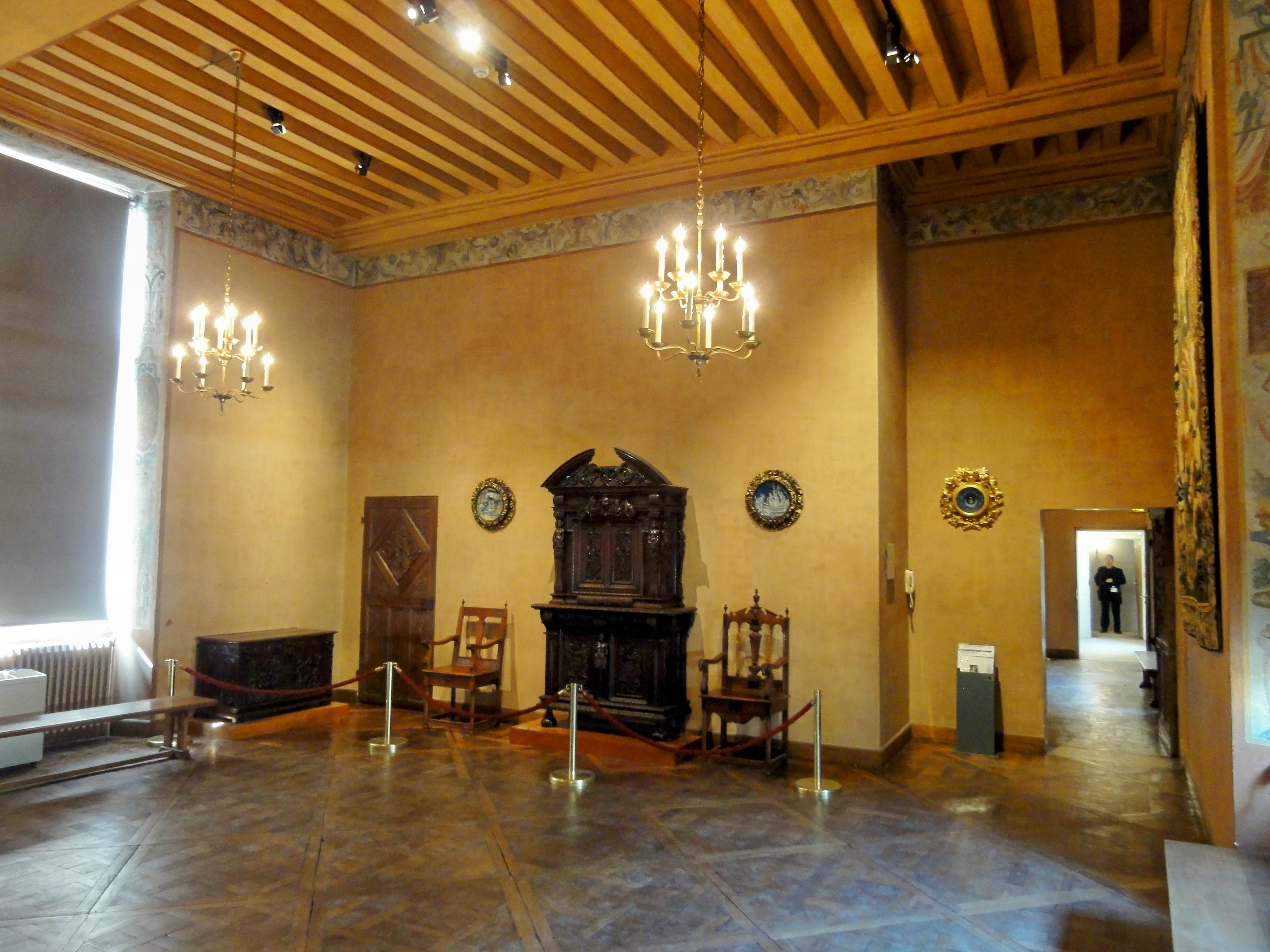
Antessala da duquesa Madalena montada no Museu Nacional da Renascença no Castelo d'Écouen, que ela construiu com o marido.